# Anisia
Anisia är ett släkte av tvåvingar. Anisia ingår i familjen parasitflugor.

## Dottertaxa tillAnisia, i alfabetisk ordning[1]
- Anisia aberrans
- Anisia accedens
- Anisia aegrota
- Anisia approximata
- Anisia candicans
- Anisia ciliata
- Anisia cineraria
- Anisia cinerea
- Anisia claripennis
- Anisia congerens
- Anisia conspersa
- Anisia dampfi
- Anisia fatua
- Anisia flaveola
- Anisia fulvipennis
- Anisia fumipennis
- Anisia gagatina
- Anisia gilvipes
- Anisia inepta
- Anisia infima
- Anisia inflexa
- Anisia intrusa
- Anisia macroptera
- Anisia media
- Anisia misella
- Anisia morionella
- Anisia mucorea
- Anisia neglecta
- Anisia nigella
- Anisia nigrithorax
- Anisia nigrocincta
- Anisia obscurifrons
- Anisia opaca
- Anisia ophthalmica
- Anisia optata
- Anisia pallidipalpis
- Anisia palposa
- Anisia peregrina
- Anisia pulicaria
- Anisia pullata
- Anisia remissa
- Anisia rubripes
- Anisia ruficoxa
- Anisia serotina
- Anisia signata
- Anisia similis
- Anisia stolida
- Anisia striata
- Anisia trifilata
- Anisia umbrina
- Anisia vanderwulpi